# Sujit Kumar
Sujit Kumar (* 7. Februar 1934; † 5. Februar 2010 in Mumbai) war ein indischer Filmschauspieler und -regisseur. In den 1960er bis 1990er Jahren war er ein vielbeschäftigter Nebendarsteller des Hindi-Films, daneben gehörte er zu den Stars des Bhojpuri-Kinos.

## Leben
Sujit Kumar stammt aus einem Dorf bei Varanasi. Er begann seine Karriere 1960 und wirkte in den 60er Jahren in Low-Budget-Thrillern wie Ek Saal Pahele (1965) und Lal Bangla (1966) mit. 1968 war er als Spion in Ramanand Sagars Aankhen zu sehen. Er spielte häufig neben Rajesh Khanna, so in einer seiner bekanntesten Rollen als mundharmonikaspielender Fahrer in Aradhana (1969). In den 1970er Jahren trat er auch mehrfach in Filmen mit Amitabh Bachchan und Dharmendra auf. Er war im komischen Rollenfach zu Hause, verkörperte aber auch Filmschurken.
1963 hatte Sujit Kumar in Bidesia seinen ersten Auftritt in einem Bhojpuri-Film, einer im Osten Uttar Pradeshs und in Bihar gesprochenen Variante des Hindi. Kumar wurde zu einem der Stars des indischen Films in dieser Sprache. Im ersten Farbfilm in Bhojpuri, Dangal (1977), sorgte er mit dem Lied Kashi hile, Patna hile, Kalkatta hilela für eine Wiederbelebung des Bhojpuri-Films. 1984 führte er bei Paan Khaye Saiyan Hamaar selbst Regie.
In seiner Karriere als Schauspieler spielte er in über 170 Filmen mit. Er starb im Alter von 75 Jahren an Krebs.